# Coenobius stoneri
Coenobius stoneri es un insecto coleóptero de la familia Chrysomelidae.
Fue descrita científicamente en 1997 por Lopatin.